# Attawapiskat River
Der Attawapiskat River ist ein 517 km langer Zufluss der James Bay im Kenora District im Norden der kanadischen Provinz Ontario.

## Flusslauf
Der Attawapiskat River legt 748 km zurück (vom oberen Ende des Bow Lake) und hat ein Einzugsgebiet von 50.500 km². Der Ursprung des Flusses liegt im Attawapiskat Lake auf einer Höhe von 241 m. Die Hauptzuflüsse des Sees sind der Marten Drinking River, der Otoskwin River und der Pineimuta River. Es gibt zwei Abflüsse aus dem Attawapiskat Lake zum Attawapiskat River: ein südlicher und ein nördlicher Kanal. Der südliche Kanal wird im Atlas of Canada als der Attawapiskat River bezeichnet. Der nördliche Kanal wird vom Atlas of Canada als der North Channel bezeichnet. Dieser ist leichter für Kanuten zu befahren. Der North Channel-Abfluss aus dem Attawapiskat Lake liegt bei 
⊙ und besteht aus zwei kurzen Strömen, welche zum Windsor Lake fließen. Die Höhe des Flusses fällt enorm entlang dieser beiden Ausflusskanäle. Dabei verlassen sie das höher gelegene Kanadische Schild zur flacheren und sumpfigen Hudson Bay-Niederung. Nach einer Reihe von Stromschnellen vereinigt sich der North Channel mit dem Attawapiskat River (der südliche Kanal) bei 
⊙ auf einer Höhe von 210 m.
Der Fluss setzt seinen Lauf in östlicher Richtung fort. Dabei macht er bei Pym Island einen Bogen nach Norden bei ⊙ auf einer Höhe von 174 m. 
Der Streatfeild River mündet von rechts auf einer Höhe von 148 m.
Der Abfluss des McFaulds Lake mündet von links kommend etwa 17 km weiter abstrom bei 
⊙ auf einer Höhe von 139 m. 
Weiter abstrom ändert der Fluss seine Richtung nach Osten. Der Muketei River fließt dem Attawapiskat River von links zu bei 
⊙ auf einer Höhe von 105 m, der Missisa River mündet von rechts 28 km weiter abstrom bei 
⊙ auf einer Höhe von 98 m.
Bei ⊙ auf einer Höhe von 30 m hat der Lawashi Channel seinen Anfang und vereinigt sich mit dem Lawashi River an einem Punkt 8,5 km oberhalb der Mündung in die James Bay. Die Mündung des Lawashi River liegt etwa 11 km südöstlich der Mündung des Attawapiskat. Nach der Lawashi Channel-Verzweigung fließt der Hauptfluss in östlicher Richtung an der Siedlung Attawapiskat 10 km oberhalb der Mündung vorbei, und ergießt sich in die James Bay auf Höhe der Akimiski-Straße gegenüber der Akimiski Island.

## Geologie
Weniger als 100 km vor seiner Mündung hat der Attawapiskat mehrere spektakulär hohe Kalksteininseln
aus dem umliegenden Gestein herausgeschnitten, welche von Kanuten "Birthday Cakes" genannt werden.
chat-a-wa-pis-shkag nannten die ansässigen Indianer diese für die Region einzigartigen Formationen.
Daraus wurde der heutige Name des Flusses abgeleitet. Das Attawapiskat-Kimberlitfeld liegt am Fluss.

## Wirtschaft
Der Otoskwin/Attawapiskat River Provincial Park umfasst Teile des Flusslaufs zwischen Attawapiskat Lake und einem Punkt oberhalb des Zusammenflusses mit dem Muketei River.
Seit dem 26. Juni 2008 ist die De Beers Victor Diamond Mine im Attawapiskat-Kimberlitfeld etwa 90 km westlich der Siedlung Attawapiskat in Betrieb. 
Es wird erwartet, dass die Mine eine Jahresproduktion an Diamanten von 600.000 Karat (120 kg) erreicht.

## Zuflüsse
- Missisa River (rechts)
- Muketei River (links)
- Streatfeild River (rechts)
- North Channel (links)
- Attawapiskat Lake (Ursprung)
  - Otoskwin River
  - Marten-Drinking River
  - Pineimuta River